# هرنائی
هرنائی (به انگلیسی: Harnai) یک ناحیه در پاکستان است که در ایالت بلوچستان واقع شده‌است. هرنائی ۹۰۰ متر بالاتر از سطح دریا واقع شده‌است.